# Pulitzer-Preis/Theater
Die Kategorie Theater (Drama) des Pulitzer-Preises gibt es seit 1917. In den Jahren 1917, 1919, 1942, 1944, 1947, 1951, 1963, 1964, 1966, 1968, 1972, 1974, 1986, 1997 und 2006 gab es keine Preisträger.
Der Pulitzer-Preis für Theater wird an den Dramatiker eines Schauspiels verliehen. Im Falle eines musikalischen Schauspiels (Musical) geht der Preis an alle Autoren des Stückes, und zwar an den Komponisten, den Liedtexter und den Buchautor.

## 1917–1919
- 1917: nicht vergeben
- 1918: Jesse Lynch Williams, Why Marry?
- 1919: nicht vergeben

## 1920–1929
- 1920: Eugene O’Neill, Beyond the Horizon
- 1921: Zona Gale, Miss Lulu Bett
- 1922: Eugene O’Neill, Anna Christie
- 1923: Owen Davis, Icebound
- 1924: Hatcher Hughes, Hell-Bent Fer Heaven
- 1925: Sidney Howard, They Knew What They Wanted
- 1926: George Kelly, Craig’s Wife
- 1927: Paul Green, In Abraham’s Bosom
- 1928: Eugene O’Neill, Strange Interlude
- 1929: Elmer Rice, Street Scene

## 1930–1939
- 1930: Marc Connelly, The Green Pastures
- 1931: Susan Glaspell, Alison’s House
- 1932: George S. Kaufman, Morrie Ryskind und Ira Gershwin, Of Thee I Sing
bei der ersten Vergabe des Preises an ein Musical wurde der Komponist George Gershwin von Jury und Komitee nicht erwähnt
- 1933: Maxwell Anderson, Both Your Houses
- 1934: Sidney Kingsley, Men in White
- 1935: Zoë Akins, The Old Maid
- 1936: Robert E. Sherwood, Idiot’s Delight
- 1937: Moss Hart, George S. Kaufman, You Can’t Take It With You
- 1938: Thornton Wilder, Our Town (dt. Unsere kleine Stadt)
- 1939: Robert E. Sherwood, Abe Lincoln in Illinois

## 1940–1949
- 1940: William Saroyan, The Time of Your Life
- 1941: Robert E. Sherwood, There Shall Be No Night
- 1942: nicht vergeben
- 1943: Thornton Wilder, The Skin of Our Teeth (dt. Wir sind noch einmal davongekommen)
- 1944: nicht vergeben
allerdings vergab das Komitee einen Sonderpreis an Richard Rodgers und Oscar Hammerstein für ihr Musical Oklahoma!.
- 1945: Mary Chase, Harvey (dt. Mein Freund Harvey)
- 1946: Russel Crouse und Howard Lindsay, State of the Union
- 1947: nicht vergeben
- 1948: Tennessee Williams, A Streetcar Named Desire (dt. Endstation Sehnsucht)
- 1949: Arthur Miller, Death of a Salesman (dt. Tod eines Handlungsreisenden)

## 1950–1959
- 1950: Richard Rodgers, Oscar Hammerstein, Joshua Logan, South Pacific
- 1951: nicht vergeben
- 1952: Joseph Kramm, The Shrike
- 1953: William Inge, Picnic
- 1954: John Patrick, The Teahouse of the August Moon
- 1955: Tennessee Williams, Cat on a Hot Tin Roof (dt. Die Katze auf dem heißen Blechdach)
- 1956: Albert Hackett und Frances Goodrich, Diary of Anne Frank (dt. Das Tagebuch der Anne Frank)
- 1957: Eugene O’Neill, Long Day’s Journey Into Night (dt. Eines langen Tages Reise in die Nacht)
- 1958: Ketti Frings, Look Homeward, Angel
- 1959: Archibald MacLeish, J.B.

## 1960–1969
- 1960: Jerry Bock, Sheldon Harnick, Jerome Weidman und George Abbott, Fiorello!
- 1961: Tad Mosel, All The Way Home
- 1962: Frank Loesser und Abe Burrows, How to Succeed in Business Without Really Trying
- 1963: nicht vergeben
- 1964: nicht vergeben
- 1965: Frank D. Gilroy, The Subject Was Roses
- 1966: nicht vergeben
- 1967: Edward Albee, A Delicate Balance
- 1968: nicht vergeben
- 1969: Howard Sackler, The Great White Hope

## 1970–1979
- 1970: Charles Gordone, No Place To Be Somebody
- 1971: Paul Zindel, The Effect of Gamma Rays on Man-in-the-Moon Marigolds
- 1972: nicht vergeben
- 1973: Jason Anthony Miller, That Championship Season
- 1974: nicht vergeben
- 1975: Edward Albee, Seascape
- 1976: Marvin Hamlisch, Edward Kleban, Nicholas Dante und James Kirkwood Jr., Michael Bennett (Idee), A Chorus Line
- 1977: Michael Cristofer, The Shadow Box
- 1978: Donald L. Coburn, The Gin Game
- 1979: Sam Shepard, Buried Child (dt. Titel: Vergrabenes Kind)

## 1980–1989
- 1980: Lanford Wilson, Talley’s Folly
- 1981: Beth Henley, Crimes of the Heart
- 1982: Charles Fuller, A Soldier’s Play
- 1983: Marsha Norman, ’night, Mother (dt. Nacht, Mutter)
- 1984: David Mamet, Glengarry Glen Ross
- 1985: Stephen Sondheim, James Lapine, Sunday in the Park with George
- 1986: nicht vergeben
- 1987: August Wilson, Fences
- 1988: Alfred Uhry, Driving Miss Daisy
- 1989: Wendy Wasserstein, The Heidi Chronicles

## 1990–1999
- 1990: August Wilson, The Piano Lesson
- 1991: Neil Simon, Lost in Yonkers
- 1992: Robert Schenkkan, The Kentucky Cycle
- 1993: Tony Kushner,  Angels in America: Millennium Approaches
- 1994: Edward Albee, Three Tall Women
- 1995: Horton Foote, The Young Man From Atlanta
- 1996: Jonathan Larson, Rent
- 1997: nicht vergeben
- 1998: Paula Vogel, How I Learned To Drive
- 1999: Margaret Edson, Wit

## 2000–2009
- 2000: Donald Margulies, Dinner With Friends
- 2001: David Auburn, Proof
- 2002: Suzan-Lori Parks, Topdog/Underdog
- 2003: Nilo Cruz, Anna in the Tropics
- 2004: Doug Wright, I Am My Own Wife
- 2005: John Patrick Shanley, Doubt (A Parable)
- 2006: nicht vergeben
- 2007: David Lindsay-Abaire, Rabbit Hole
- 2008: Tracy Letts, August: Osage County
- 2009: Lynn Nottage, Ruined

## 2010–2019
- 2010: Tom Kitt (Musik), Brian Yorkey (Buch und Texte), Next to Normal
- 2011: Bruce Norris, Clybourne Park
- 2012: Quiara Alegría Hudes, Water by the Spoonful
- 2013: Ayad Akhtar, Disgraced
- 2014: Annie Baker, The Flick
- 2015: Stephen Adly Guirgis, Between Riverside and Crazy
- 2016: Lin-Manuel Miranda, Hamilton
- 2017: Lynn Nottage, Sweat
- 2018: Martyna Majok, Cost of Living
- 2019: Jackie Sibblies Drury, Fairview

## 2020–2029
- 2020: Michael R. Jackson, A Strange Loop
- 2021: Katori Hall, The Hot Wing King
- 2022: James Ijames, Fat Ham
- 2023: Sanaz Toossi, English
- 2024: Eboni Booth, Primary Trust